# Saint-Mars-de-Coutais
Saint-Mars-de-Coutais (bretonisch: Sant-Marzh-ar-C'hoad) ist eine französische Gemeinde mit 2.644 Einwohnern (Stand: 1. Januar 2022) im Département Loire-Atlantique in der Region Pays de la Loire. Saint-Mars-de-Coutais gehört zum Arrondissement Nantes und zum Kanton Machecoul-Saint-Même. Die Einwohner werden Saint-Marins und Saint-Marines genannt.

## Geographie
Saint-Mars-de-Coutais liegt in der Landschaft des Pays de Retz am Ufer des Flusses Tenu, der zugleich die nordwestliche Gemeindegrenze bildet. Umgeben wird Saint-Mars-de-Coutais von den Nachbargemeinden Port-Saint-Père und Saint-Léger-les-Vignes im Norden, Bouaye im Nordosten, Saint-Philbert-de-Grand-Lieu im Osten mit dem Lac de Grand-Lieu, Saint-Lumine-de-Coutais im Süden und Südosten, Machecoul-Saint-Même im Süden und Südwesten sowie Sainte-Pazanne im Westen.

## Bevölkerungsentwicklung
| 1962                       | 1968 | 1975 | 1982 | 1990 | 1999 | 2006 | 2017 |
| -------------------------- | ---- | ---- | ---- | ---- | ---- | ---- | ---- |
| 1235                       | 1231 | 1266 | 1518 | 1744 | 1859 | 2404 | 2610 |
| Quellen: Cassini und INSEE |      |      |      |      |      |      |      |

## Sehenswürdigkeiten
- Schloss Saint-Mars-de-Coutais aus dem 15. Jahrhundert, Monument historique seit 1982